# Never Say Die!
Never Say Die! е осми студиен албум на британската хевиметъл група Блек Сабат. Издаден през септември 1978 г. Това е последния студиен запис на Ози Озбърн с Black Sabbath до 2013 г. Албумът отбелязва отдалечаването на групата от лъскавия стил и връщането към по-тежкия рок, въпреки че това не е тяхното оригинално дуум звучене.

## История
Преди излизането на този албум Ози е уволнен от групата и те свирят с бившия вокал на Savoy Brown и Fleetwood Mac Дейв Уолкър. Някои песни са написани от него и групата дори има изява с него в програмата на BBC (изпълняват „Junior's Eyes“ с различен текст). В крайна сметка обаче Ози се връща в групата, но отказва да пее парчетата написани от Уолкър. Тези песни са пренаписани (пренаписването става в периода около смъртта на бащата на Ози).
И тази обложка е направена от Hipgnosis, като в американската и британската версия има леки разминавания в бледите образи в небето. От вътрешната страна са включени графики и съдържание, но не и текстове.
Във Великобритания едноименното парче е издадено доста преди албума и достига #21 и донася на групата участие в Top Of The Pops (първото им от 1970 г.). Sabbath свирят два пъти на живо от студио, като един от тези записи е включен в „The Black Sabbath Story Volume 1“. Албумът достига #12 във Великобритания. „А Hard Road“ е издаден в ограничен тираж като втори сингъл и достига продажби от 25 000 копия.
Видео от този период е заснето от Hammersmith Odeon през юни 1978 г. На турнето групата изпълнява само едно ново парче („Never Say Die“), вероятно защото албумът все още не бил издаден. „Shock Wave“ е добавено в плейлиста впоследствие.

## Състав
- Ози Озбърн – вокали
- Тони Айоми – китара, беквокали на „A Hard Road“
- Гийзър Бътлър – бас, беквокали на „A Hard Road“
- Бил Уорд – барабани, основни вокали на „Swinging the Chain“, беквокали на „A Hard Road“

### Допълнителен персонал
- Дон Еъри – клавишни
- Джон Елсар – хармоника

## Списък с песни
Албумът включва 9 песни. Всички песни са написани от Бътлър, Айоми, Озбърн и Уорд.
| Never Say Die! | Never Say Die!          | Never Say Die! | Never Say Die! | Never Say Die! | Never Say Die! | Never Say Die! | Never Say Die! | Never Say Die! | Never Say Die! |
| №              | Име                     | Време          |                |                |                |                |                |                |                |
| -------------- | ----------------------- | -------------- | -------------- | -------------- | -------------- | -------------- | -------------- | -------------- | -------------- |
| 1.             | Never Say Die           | 3:50           |                |                |                |                |                |                |                |
| 2.             | Johnny Blade            | 6:28           |                |                |                |                |                |                |                |
| 3.             | Junior's Eyes           | 6:42           |                |                |                |                |                |                |                |
| 4.             | A Hard Road             | 6:04           |                |                |                |                |                |                |                |
| 5.             | Shock Wave              | 5:15           |                |                |                |                |                |                |                |
| 6.             | Air Dance               | 5:17           |                |                |                |                |                |                |                |
| 7.             | Over to You             | 5:22           |                |                |                |                |                |                |                |
| 8.             | Breakout (инструментал) | 2:35           |                |                |                |                |                |                |                |
| 9.             | Swinging the Chain      | 4:06           |                |                |                |                |                |                |                |
| 45:41          |                         |                |                |                |                |                |                |                |                |